# Bangsar

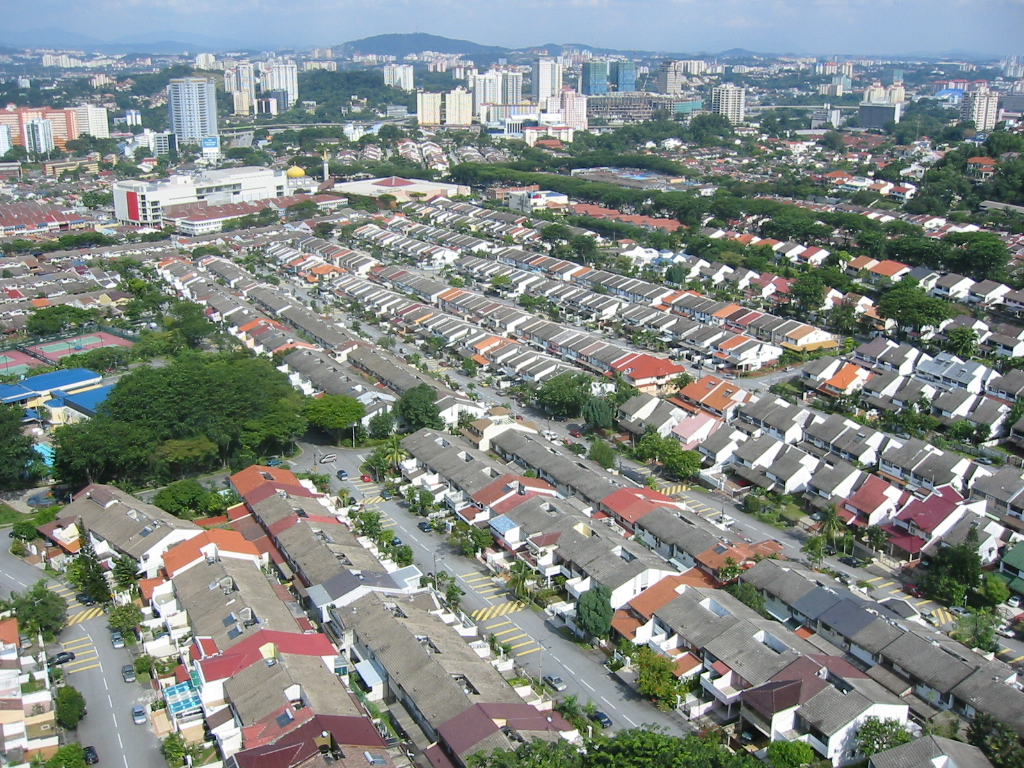
Bangsar

Bangsar, även Bungsar är ett område i utkanten av Malaysias huvudstad Kuala Lumpur. I området bor det många rika och utlänningar. Bangsar har också ett rikt nöjesliv.
3°7′51″N 101°40′10″Ö / 3.13083°N 101.66944°Ö